# Rostek (Gołdap)
Rostek (deutsch Schöneberg) ist ein kleiner Ort in der polnischen Woiwodschaft Ermland-Masuren und gehört zur Stadt- und Landgemeinde Gołdap (Goldap) im Kreis Gołdap.
Rostek liegt im Nordosten der Woiwodschaft Ermland-Masuren, zwei Kilometer südwestlich des Stadtzentrums von Gołdap. Von der Woiwodschaftsstraße 650 (einstige deutsche Reichsstraße 136) zwischen Gołdap und Konikowo (Kleeberg) zweigt eine Nebenstraße in westlicher Richtung ab, die direkt in den Ort führt.
Der vor 1826 noch Rosteck genannte Ort bestand vor 1945 lediglich aus einem großen Hof und war in die Stadt(gemeinde) Goldap eingegliedert. Als der Ort 1945 in Kriegsfolge zu Polen kam, wurde er wohl wieder verselbständigt. Heute gehört Rostek – wie der Ort seit 1945 heißt – zur Stadt- und Landgemeinde Gołdap im Powiat Gołdapski.
Kirchlich war Schöneberg und ist Rostek nach Gołdap orientiert.